# Thủy ngân(I) hydride
Thủy ngân(I) hydride (tên hệ thống: thủy ngân hydride) là hợp chất vô cơ có công thức hóa học thực nghiệm là HgH. Hợp chất chưa được điều chế với số lượng lớn, do đó tính chất của nó vẫn chưa được tìm hiểu kĩ càng. Tuy nhiên, thủy ngân(I) hydride với hai công thức HgH và Hg
2H
2 đã được phân lập trong môi trường khí rắn. Các phân tử hydride rất không ổn định đối với sự phân hủy nhiệt. Do đó, hợp chất này không bền, mặc dù nhiều tính chất của nó đã được tính toán thông qua hóa học tính toán.

## Các dạng phân tử

### Lịch sử
Năm 1979 và 1985, nhà vật lý hóa học Thụy Sĩ tên là Egger và Gerber, và nhà vật lý hóa học Liên Xô tên là Kolbycheva và Kolbychev, đã xác định một cách độc lập rằng về mặt lý thuyết, có thể phát triển mẫu laser phân tử của thủy ngân(I) hydride.

### Tính chất hóa học
Thủy ngân(I) hydride là khí không ổn định và là muối hydride nặng nhất. Thành phần của thủy ngân(I) hydride là 0,5% hydro và 99,5% thủy ngân. Trong thủy ngân(I) hydride, số oxy hóa của hydro và thủy ngân lần lượt là −1 và +1, vì độ âm điện của thủy ngân thấp hơn so với hydro. Độ ổn định của hydride kim loại có công thức MH (M = Zn đến Hg) tăng khi số nguyên tử của M tăng.
Liên kết Hg-H rất yếu và do đó hợp chất chỉ tồn tại trong cô lập chất nền (matrix isolation, MI) ở nhiệt độ tới 6K. Các đihydride, HgH2, cũng đã được phát hiện theo cách này.
Một hợp chất liên quan là bis(hydridomercury) (Hg—Hg) với công thức Hg
2H
2 cũng có thể được coi là thủy ngân(I) hydride nhị phân. Nó tự phân hủy thành dạng đơn phân.

#### Tính chất của một gốc tự do
Nhân thủy ngân trong các phức chất thủy ngân như hydridomercury có thể nhận hoặc cho 1 electron bằng cách liên kết:
HgH + R → HHgR
Do có thể nhận hoặc cho electron này, hydridomercury có đặc tính của gốc tự do.